# Croton pubescens
Espèce
Croton pubescens est une espèce de plantes à fleurs du genre Croton et de la famille des Euphorbiaceae.
Il a pour synonyme :
- Oxydectes pubescens, (Geiseler) Kuntze